# Тамчису
Тамчису (карач.-балк. Тамчы-Суу) — река в России, протекает в Усть-Джегутинском районе Карачаево-Черкесской республики. Длина реки составляет 14 км, площадь водосборного бассейна 50,9 км².
Начинается на склоне Скалистого хребта, течёт в северо-восточном направлении. Устье реки находится в 790 км по левому берегу реки Кума на высоте 1235 метров над уровнем моря.

## Данные водного реестра
По данным государственного водного реестра России относится к Западно-Каспийскому бассейновому округу, водохозяйственный участок реки — Кума от истока до впадения реки Подкумок. Речной бассейн реки — Бессточные районы междуречья Терека, Дона и Волги.
Код объекта в государственном водном реестре — 07010000312108200001488.